# Rodopi (fiaba)

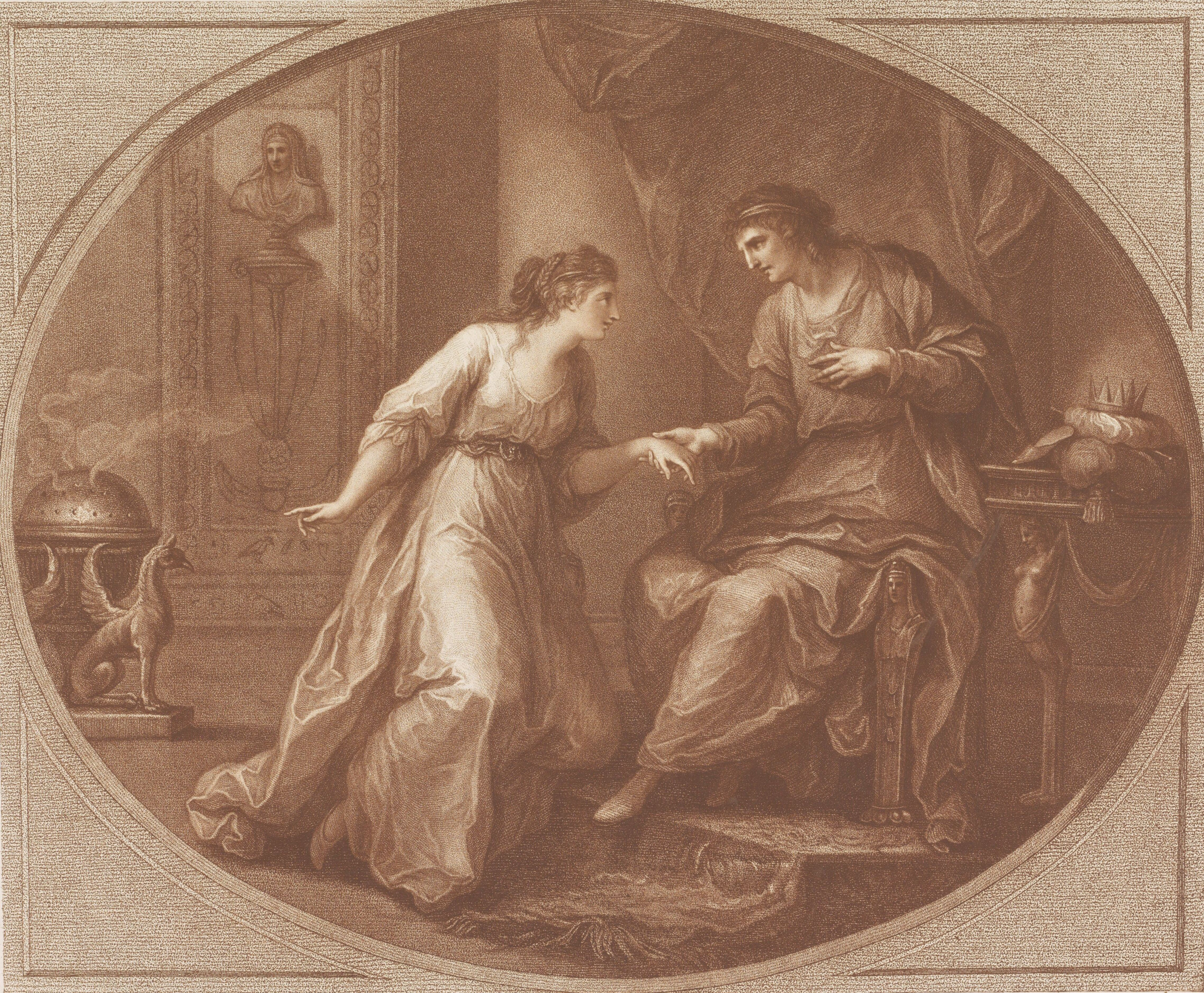
Il faraone e Rodopi; incisione di Francesco Bartolozzi da un dipinto di Angelica Kauffman

Rodòpi è la protagonista di un'antica fiaba ambientata in Egitto che prende il nome dall'omonima protagonista, Rodopi (o Rhodopis).
Citata per la prima volta da Strabone e in seguito da Claudio Eliano, la storia di Rodopi è considerata la più antica versione a noi nota della fiaba di Cenerentola.

## Trama
Rodòpi (Ῥοδῶπις, "guance di rosa"), bellissima schiava di stirpe tracia, lavora nell'abitazione del suo padrone egizio. Sebbene gentile con lei, il padrone di casa, che passa molto del proprio tempo a dormire, è completamente ignaro dei maltrattamenti che è costretta a subire dalle altre schiave; infatti, sbeffeggiano il suo status di straniera e la sua carnagione chiara, sottoponendola a continui ordini e comandi vessatori. Un giorno, dopo averla sorpresa a danzare, da sola, con grande abilità, il padrone le dona un paio di pantofole di oro rosso, con l'inconsapevole risultato di inasprire ancor più il comportamento delle altre schiave nei confronti della giovane.
Un giorno, il faraone Amasis invita il popolo d'Egitto ad un'imponente celebrazione da lui offerta nella città di Menfi. Le altre schiave impediscono la partecipazione di Rodopi, ordinandole di completare una lunga lista di ingrati lavori domestici. Mentre Rodopi è al fiume a fare il bucato e a lasciar asciugare al sole i panni bagnati, tra i quali le proprie pantofole, appare improvvisamente Horus che, sotto le sembianze di un falcone, si abbatte in picchiata su di lei, rubandogliene una; in seguito, vola fino a Menfi dove lascia cadere la calzatura in grembo al faraone, il quale, interpretato l'evento come un segno da Horus, decreta che tutte le fanciulle del regno debbano provare la pantofola perché lui sposerà quella che riuscirà a calzarla.
La lunga ricerca del faraone, rivelatasi fino ad allora inutile, lo conduce infine nella casa di Rodopi: la schiava, vista arrivare l'imbarcazione reale, cerca invano di nascondersi, ma non riesce a sfuggire alla vista del faraone che la prega di provare la calzatura. Dopo essere riuscita a calzarla perfettamente, la giovane tira fuori l'altra pantofola e il faraone la prende con sé per sposarla.

## Contesto storico
Secondo alcuni studiosi, il faraone Amasis della XXVI dinastia egizia (570-526 a.C.), molto noto per aver agevolato i commercianti greci in Egitto, sposò effettivamente una schiava greca di nome Rodopi, facendo di lei la sua regina.
Secondo altri, pur non arrivando al punto di sposare il faraone, Rodopi ebbe ugualmente una vita particolarmente agiata.

## Altre versioni
Secoli prima della versione riportata da Strabone, già Erodoto, nelle sue Storie, menzionò una fanciulla greco-tracia di nome Rodopi vissuta in Egitto al tempo di Amasi.
Tuttavia, è bene notare che la versione di Erodoto differisce da quella di Strabone: la figura da lui descritta è una etera, schiava di Iadmone di Samo, padrone anche del favolista Esopo. Rodopi si recò a Naucrati al seguito di Xanto di Samo, divenendo un'etera famosa per la sua bellezza; immensamente arricchitasi, fu generosa offerente al tempio di Apollo a Delfi. Sempre second Erodoto, Rodopi fu riscattata da Carasso, mercante di vini di Lesbo sui mercati di Naucrati e fratello della poetessa Saffo. Esistono effettivamente alcuni frammenti dell'opera di Saffo che riconducono a questa storia (frammenti 5, 7 e 15): in particolare il più completo dei tre, la cosiddetta preghiera per Carasso, contiene un'invocazione ad Afrodite e alle Nereidi perché propizino il rientro del fratello, libero dagli antichi errori.